# Collegio di Aberavon
Aberavon è stato un collegio elettorale gallese rappresentato alla Camera dei comuni del Parlamento del Regno Unito. Eleggeva un membro del parlamento con il sistema maggioritario a turno unico; il collegio è stato abolito in occasione della revisione periodica del 2024.

## Estensione
Il collegio si trovava nel Galles del sud, ed era situato sulla riva destra del fiume Fan, presso la foce nella baia di Swansea. Il collegio includeva i ward di Aberavon, Baglan, Briton Ferry East, Briton Ferry West, Bryn and Cwmavon, Coedffranc Central, Coedffranc North, Coedffranc West, Cymmer, Glyncorrwg, Gwynfi, Margam, Port Talbot, Sandfields East, Sandfields West e Tai-bach.
- 1918-1949: il Municipal Borough di Aberavon, i distretti urbani di Briton Ferry, Glencorwg, Margam e Porthcawl e parte dei distretti rurali di Neath e Penybont.
- 1950-1983: il Municipal Borough di Port Talbot, i distretti urbani di Glyncorrwg e Porthcawl e parte del distretto rurale di Penybont.[1]

## Membri del parlamento
| Elezione | Elezione        | Deputato         | Partito          |
| -------- | --------------- | ---------------- | ---------------- |
|          | 1918            | Jack Edwards     | Liberale         |
|          | 1922            | Ramsay MacDonald | Laburista        |
| 1929     | William Cove    |                  | Laburista        |
| 1959     | John Morris     |                  | Laburista        |
| 2001     | Hywel Francis   |                  | Laburista        |
| 2015     | Stephen Kinnock |                  | Laburista        |
|          | 2024            | Collegio abolito | Collegio abolito |

## Elezioni

### Elezioni negli anni 2010
| Partito                    | Partito                                | Candidato                  | Risultati 12 dicembre 2019 | Risultati 12 dicembre 2019 |
| Partito                    | Partito                                | Candidato                  | Voti                       | %                          |
| -------------------------- | -------------------------------------- | -------------------------- | -------------------------- | -------------------------- |
|                            | Laburista                              | Stephen Kinnock            | 17 008                     | 53,83                      |
|                            | Conservatore                           | Charlotte Lang             | 6 518                      | 20,63                      |
|                            | Brexit                                 | Glenda Davies              | 3 108                      | 9,84                       |
|                            | Plaid Cymru                            | Nigel Hunt                 | 2 711                      | 8,58                       |
|                            | Lib Dem                                | Sheila Kingston-Jones      | 1 072                      | 3,39                       |
|                            | Indipendente                           | Captain Beany              | 731                        | 2,31                       |
|                            | Verdi                                  | Giorgia Finney             | 450                        | 1,42                       |
|                            |                                        |                            |                            |                            |
| Iscritti                   | Iscritti                               | Iscritti                   | 50 747                     | 100,00                     |
| ↳ Votanti (% su iscritti)  | ↳ Votanti (% su iscritti)              | ↳ Votanti (% su iscritti)  | 31 598                     | 62,27                      |
| ↳ Astenuti (% su iscritti) | ↳ Astenuti (% su iscritti)             | ↳ Astenuti (% su iscritti) | 19 149                     | 37,73                      |
|                            |                                        |                            |                            |                            |
|                            | Esito: collegio confermato a Laburista |                            |                            |                            |

| Partito                    | Partito                                | Candidato                  | Risultati 8 giugno 2017 | Risultati 8 giugno 2017 |
| Partito                    | Partito                                | Candidato                  | Voti                    | %                       |
| -------------------------- | -------------------------------------- | -------------------------- | ----------------------- | ----------------------- |
|                            | Laburista                              | Stephen Kinnock            | 22 662                  | 68,12                   |
|                            | Conservatore                           | Sadie Vidal                | 5 901                   | 17,74                   |
|                            | Plaid Cymru                            | Andrew Bennison            | 2 761                   | 8,30                    |
|                            | UKIP                                   | Caroline Jones             | 1 345                   | 4,04                    |
|                            | Lib Dem                                | Cen Phillips               | 599                     | 1,80                    |
|                            |                                        |                            |                         |                         |
| Iscritti                   | Iscritti                               | Iscritti                   | 49 877                  | 100,00                  |
| ↳ Votanti (% su iscritti)  | ↳ Votanti (% su iscritti)              | ↳ Votanti (% su iscritti)  | 33 268                  | 66,70                   |
| ↳ Astenuti (% su iscritti) | ↳ Astenuti (% su iscritti)             | ↳ Astenuti (% su iscritti) | 16 609                  | 33,30                   |
|                            |                                        |                            |                         |                         |
|                            | Esito: collegio confermato a Laburista |                            |                         |                         |

| Partito                    | Partito                                | Candidato                  | Risultati 7 maggio 2015 | Risultati 7 maggio 2015 |
| Partito                    | Partito                                | Candidato                  | Voti                    | %                       |
| -------------------------- | -------------------------------------- | -------------------------- | ----------------------- | ----------------------- |
|                            | Laburista                              | Stephen Kinnock            | 15 416                  | 48,90                   |
|                            | UKIP                                   | Peter Bush                 | 4 971                   | 15,77                   |
|                            | Conservatore                           | Edward Yi He               | 3 742                   | 11,87                   |
|                            | Plaid Cymru                            | Duncan Higgitt             | 3 663                   | 11,62                   |
|                            | Lib Dem                                | Helen Ceri-Clarke          | 1 397                   | 4,43                    |
|                            | Indipendente                           | Captain Beany              | 1 137                   | 3,61                    |
|                            | Verdi                                  | Jonathan Tier              | 711                     | 2,26                    |
|                            | Laburista Socialista                   | Andrew Jordan              | 352                     | 1,12                    |
|                            | TUSC                                   | Owen Herbert               | 134                     | 0,43                    |
|                            |                                        |                            |                         |                         |
| Iscritti                   | Iscritti                               | Iscritti                   | 49 799                  | 100,00                  |
| ↳ Votanti (% su iscritti)  | ↳ Votanti (% su iscritti)              | ↳ Votanti (% su iscritti)  | 31 523                  | 63,30                   |
| ↳ Astenuti (% su iscritti) | ↳ Astenuti (% su iscritti)             | ↳ Astenuti (% su iscritti) | 18 276                  | 36,70                   |
|                            |                                        |                            |                         |                         |
|                            | Esito: collegio confermato a Laburista |                            |                         |                         |

| Partito                    | Partito                                | Candidato                  | Risultati 6 maggio 2010 | Risultati 6 maggio 2010 |
| Partito                    | Partito                                | Candidato                  | Voti                    | %                       |
| -------------------------- | -------------------------------------- | -------------------------- | ----------------------- | ----------------------- |
|                            | Laburista                              | Hywel Francis              | 16 073                  | 51,92                   |
|                            | Lib Dem                                | Keith Davies               | 5 034                   | 16,26                   |
|                            | Conservatore                           | Caroline Jones             | 4 411                   | 14,25                   |
|                            | Plaid Cymru                            | Paul Nicholls-Jones        | 2 198                   | 7,10                    |
|                            | BNP                                    | Kevin Edwards              | 1 276                   | 4,12                    |
|                            | Indipendente                           | Andrew Tutton              | 919                     | 2,97                    |
|                            | New Millennium Bean                    | Captain Beany              | 558                     | 1,80                    |
|                            | UKIP                                   | Joe Callan                 | 489                     | 1,58                    |
|                            |                                        |                            |                         |                         |
| Iscritti                   | Iscritti                               | Iscritti                   | 50 750                  | 100,00                  |
| ↳ Votanti (% su iscritti)  | ↳ Votanti (% su iscritti)              | ↳ Votanti (% su iscritti)  | 30 958                  | 61,00                   |
| ↳ Astenuti (% su iscritti) | ↳ Astenuti (% su iscritti)             | ↳ Astenuti (% su iscritti) | 19 792                  | 39,00                   |
|                            |                                        |                            |                         |                         |
|                            | Esito: collegio confermato a Laburista |                            |                         |                         |

### Elezioni negli anni 2000
| Partito                    | Partito                                | Candidato                  | Risultati 5 maggio 2005 | Risultati 5 maggio 2005 |
| Partito                    | Partito                                | Candidato                  | Voti                    | %                       |
| -------------------------- | -------------------------------------- | -------------------------- | ----------------------- | ----------------------- |
|                            | Laburista                              | Hywel Francis              | 18 077                  | 60,05                   |
|                            | Lib Dem                                | Claire Waller              | 4 140                   | 13,75                   |
|                            | Plaid Cymru                            | Philip Evans               | 3 545                   | 11,78                   |
|                            | Conservatore                           | Annunziata Rees-Mogg       | 3 064                   | 10,18                   |
|                            | Veritas                                | Jim Wright                 | 768                     | 2,55                    |
|                            | Verdi                                  | Miranda La Vey             | 510                     | 1,69                    |
|                            |                                        |                            |                         |                         |
| Iscritti                   | Iscritti                               | Iscritti                   | 51 110                  | 100,00                  |
| ↳ Votanti (% su iscritti)  | ↳ Votanti (% su iscritti)              | ↳ Votanti (% su iscritti)  | 30 104                  | 58,90                   |
| ↳ Astenuti (% su iscritti) | ↳ Astenuti (% su iscritti)             | ↳ Astenuti (% su iscritti) | 21 006                  | 41,10                   |
|                            |                                        |                            |                         |                         |
|                            | Esito: collegio confermato a Laburista |                            |                         |                         |

| Partito                    | Partito                                | Candidato                  | Risultati 7 giugno 2001 | Risultati 7 giugno 2001 |
| Partito                    | Partito                                | Candidato                  | Voti                    | %                       |
| -------------------------- | -------------------------------------- | -------------------------- | ----------------------- | ----------------------- |
|                            | Laburista                              | Hywel Francis              | 19 063                  | 63,14                   |
|                            | Plaid Cymru                            | Lisa Turnbull              | 2 955                   | 9,79                    |
|                            | Lib Dem                                | Christopher Davies         | 2 933                   | 9,72                    |
|                            | Conservatore                           | Ali Miraj                  | 2 296                   | 7,61                    |
|                            | Indipendente                           | Andrew Tutton              | 1 960                   | 6,49                    |
|                            | New Millennium Bean                    | Captain Beany              | 727                     | 2,41                    |
|                            | Alleanza Socialista                    | Martin Chapman             | 256                     | 0,85                    |
|                            |                                        |                            |                         |                         |
| Iscritti                   | Iscritti                               | Iscritti                   | 49 491                  | 100,00                  |
| ↳ Votanti (% su iscritti)  | ↳ Votanti (% su iscritti)              | ↳ Votanti (% su iscritti)  | 30 190                  | 61,00                   |
| ↳ Astenuti (% su iscritti) | ↳ Astenuti (% su iscritti)             | ↳ Astenuti (% su iscritti) | 19 301                  | 39,00                   |
|                            |                                        |                            |                         |                         |
|                            | Esito: collegio confermato a Laburista |                            |                         |                         |

## Risultati dei referendum

### Referendum sulla permanenza del Regno Unito nell'Unione europea del 2016
|             | Collegio | Lasciare UE % | Rimanere in UE % |
| ----------- | -------- | ------------- | ---------------- |
|             | Aberavon | 59,9%         | 40,1%            |
| Galles      | 52,5%    | 47,5%         |                  |
| Regno Unito | 51,9%    | 48,1%         |                  |